# Vriesea roberto-seidelii
Vriesea roberto-seidelii là một loài thuộc chi Vriesea. Đây là loài đặc hữu của Brasil.